# Cratere Wende
Wende è un cratere sulla superficie di Rea.